# Lachassagne
Lachassagne – miejscowość i gmina we Francji, w regionie Owernia-Rodan-Alpy, w departamencie Rodan.
Według danych na rok 1990 gminę zamieszkiwało 605 osób, a gęstość zaludnienia wynosiła 171 osób/km² (wśród 2880 gmin regionu Rodan-Alpy Lachassagne plasuje się na 1060. miejscu pod względem liczby ludności, natomiast pod względem powierzchni na miejscu 1616.).